# Pelecopsis
Pelecopsis is een geslacht van spinnen uit de familie hangmatspinnen (Linyphiidae).

## Soorten
De volgende soorten zijn bij het geslacht ingedeeld:
- Pelecopsis agaetensis Wunderlich, 1987
- Pelecopsis albifrons Holm, 1979
- Pelecopsis alpica Thaler, 1991
- Pelecopsis alticola (Berland, 1936)
  - Pelecopsis alticola elgonensis (Holm, 1962)
  - Pelecopsis alticola kenyensis (Holm, 1962)
  - Pelecopsis alticola kivuensis (Miller, 1970)
- Pelecopsis amabilis (Simon, 1884)
- Pelecopsis aureipes Denis, 1962
- Pelecopsis biceps (Holm, 1962)
- Pelecopsis bicornuta Hillyard, 1980
- Pelecopsis bishopi Kaston, 1945
- Pelecopsis bucephala (O. P.-Cambridge, 1875)
- Pelecopsis capitata (Simon, 1884)
- Pelecopsis cedricola Bosmans & Abrous, 1992
- Pelecopsis coccinea (O. P.-Cambridge, 1875)
- Pelecopsis crassipes Tanasevitch, 1987
- Pelecopsis denisi Brignoli, 1983
- Pelecopsis digitulus Bosmans & Abrous, 1992
- Pelecopsis dorniana Heimer, 1987
- Pelecopsis elongata (Wider, 1834)
- Pelecopsis eminula (Simon, 1884)
- Pelecopsis flava Holm, 1962
- Pelecopsis fornicata Miller, 1970
- Pelecopsis fulva Holm, 1962
- Pelecopsis hamata Bosmans, 1988
- Pelecopsis hipporegia (Denis, 1968)
- Pelecopsis humiliceps Holm, 1979
- Pelecopsis indus Tanasevitch, 2011
- Pelecopsis inedita (O. P.-Cambridge, 1875)
- Pelecopsis infusca Holm, 1962
- Pelecopsis intricata Jocqué, 1984
- Pelecopsis janus Jocqué, 1984
- Pelecopsis kabyliana Bosmans & Abrous, 1992
- Pelecopsis kalaensis Bosmans & Abrous, 1992
- Pelecopsis laptevi Tanasevitch & Fet, 1986
- Pelecopsis leonina (Simon, 1884)
- Pelecopsis litoralis Wunderlich, 1987
- Pelecopsis loksai Szinetár & Samu, 2003
- Pelecopsis lunaris Bosmans & Abrous, 1992
- Pelecopsis major (Denis, 1945)
- Pelecopsis malawiensis Jocqué, 1977
- Pelecopsis margaretae Georgescu, 1975
- Pelecopsis medusoides Jocqué, 1984
- Pelecopsis mengei (Simon, 1884)
- Pelecopsis minor Wunderlich, 1995
- Pelecopsis modica Hillyard, 1980
- Pelecopsis moesta (Banks, 1892)
- Pelecopsis monsantensis Bosmans & Crespo, 2010
- Pelecopsis moschensis (Caporiacco, 1947)
- Pelecopsis mutica Denis, 1957
- Pelecopsis nigriceps Holm, 1962
- Pelecopsis nigroloba Fei, Gao & Zhu, 1995
- Pelecopsis odontophora (Kulczyński, 1895)
- Pelecopsis oranensis (Simon, 1884)
- Pelecopsis oujda Bosmans & Abrous, 1992
- Pelecopsis palmgreni Marusik & Esyunin, 1998
- Pelecopsis papillii Scharff, 1990
- Pelecopsis parallela (Wider, 1834)
- Pelecopsis paralleloides Tanasevitch & Fet, 1986
- Pelecopsis partita Denis, 1953
- Pelecopsis parvicollis Wunderlich, 1995
- Pelecopsis parvioculis Miller, 1970
- Pelecopsis pasteuri (Berland, 1936)
- Pelecopsis pavida (O. P.-Cambridge, 1872)
- Pelecopsis physeter (Fage, 1936)
- Pelecopsis pooti Bosmans & Jocqué, 1993
- Pelecopsis proclinata Bosmans, 1988
- Pelecopsis punctilineata Holm, 1964
- Pelecopsis punctiseriata (Bösenberg & Strand, 1906)
- Pelecopsis radicicola (L. Koch, 1872)
- Pelecopsis reclinata (Holm, 1962)
- Pelecopsis riffensis Bosmans & Abrous, 1992
- Pelecopsis robusta Weiss, 1990
- Pelecopsis ruwenzoriensis (Holm, 1962)
- Pelecopsis sanje Scharff, 1990
- Pelecopsis sculpta (Emerton, 1917)
  - Pelecopsis sculpta digna Chamberlin & Ivie, 1939
- Pelecopsis senecicola Holm, 1962
- Pelecopsis steppensis Gnelitsa, 2008
- Pelecopsis subflava Russell-Smith & Jocqué, 1986
- Pelecopsis suilla (Simon, 1884)
- Pelecopsis susannae (Simon, 1914)
- Pelecopsis tenuipalpis Holm, 1979
- Pelecopsis tybaertielloides Jocqué, 1984
- Pelecopsis unimaculata (Banks, 1892)
- Pelecopsis varians (Holm, 1962)